# Enumeratio Filicum
Enumeratio Filicum (abreviado Enum. Filic.) fue un libro ilustrado con descripciones botánicas que fue editado por el botánico, briólogo y pteridólogo alemán Georg Friedrich Kaulfuss. Se publicó  en el año 1824 com el nombre de Enumeratio Filicum quas im Itinere Circa Terram Legit Cl. Adalbertus de Chamisso Adiectis in Omnia Harum Plantarum Genera Permultasque Species non Satis Cognitas vel Novas Animadversionibus... Cum Tabulis Aeneis Duabis. Lipsiae [Leipzig]